# Matthew Steen

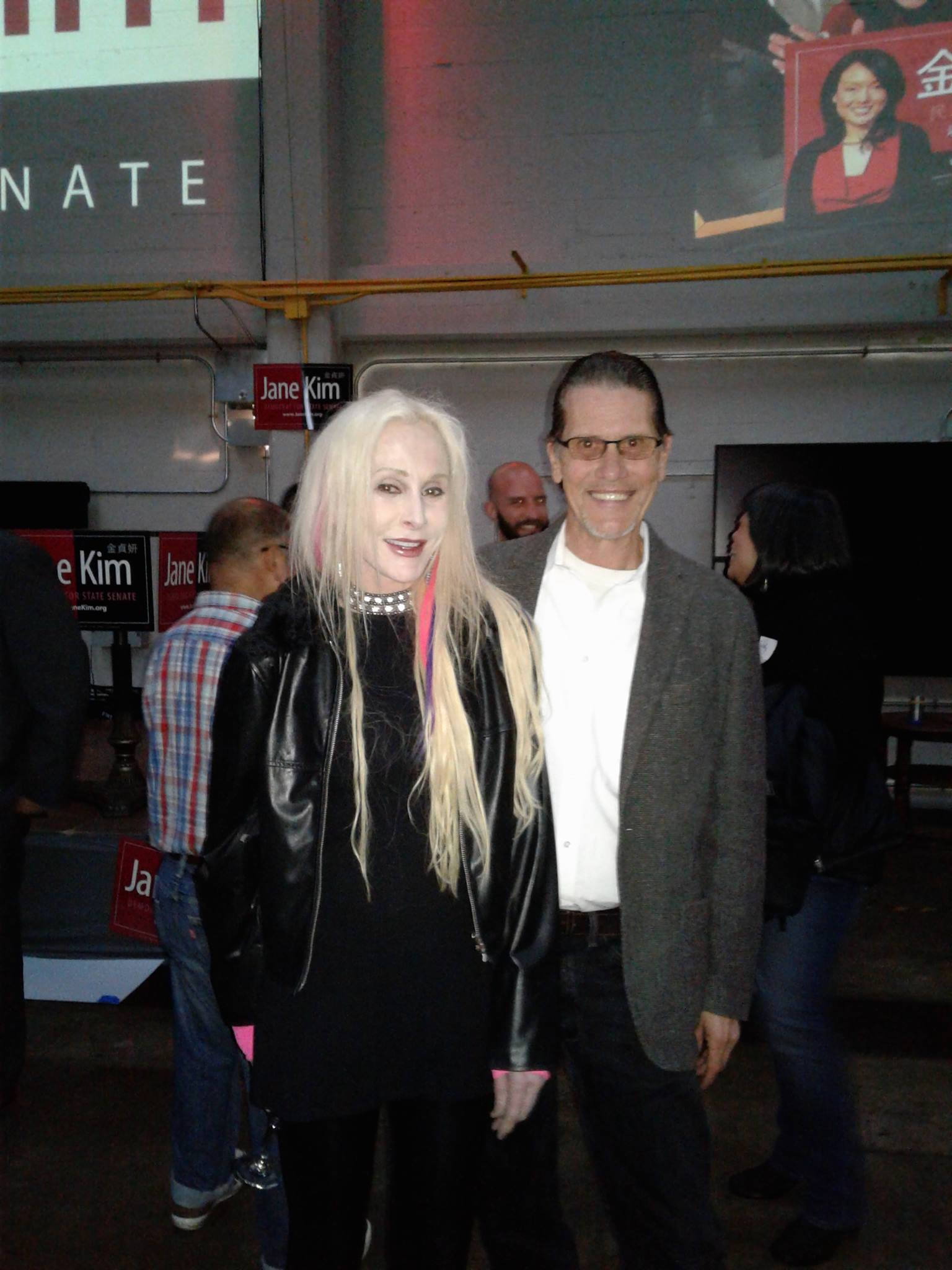
Karen Jessica Evans und Matthew Steen, 2016

Matthew Landy Steen (* 22. August 1949 in San Francisco) ist ein US-amerikanischer politischer Autor und Aktivist.
Er war Mitglied der Weather Underground Organization, der Students for a Democratic Society und der Youth International Party. Heute ist er Aktivist der New Left Bewegung. Er war Herausgeber des Berkeley Tribe in den 1960er Jahren. 1972 wurde er wegen Umsturzbestrebungen (federal conspiracy) und Bankraub zu 10 Jahren Bundeshaft verurteilt. Er wurde als erstes Mitglied des Weather Underground inhaftiert. Später haben die Unbekannten Aktivisten entdeckt, dass er eine Zielperson der COINTELPRO, einer Bundesbande für die Ausschaltung der New Left, Anti-War und militanten schwarzen Organisationen, war.